# OPS-18
OPS-18は、日本無線製の2次元レーダー。主として海上自衛隊の自衛艦において、対水上捜索レーダーとして搭載される。
なお、本機を含めた海上自衛隊の電子機器の型番はアメリカ軍の軍用電子機器の命名規則におおむね基づいているが、一文字目のみは、米軍式では「S」がつけられるべきところを、「お船」（Ofune）ないし「艦載用」（On Board）を捩った「O」とされている。本機の場合は、水上船舶搭載のレーダー、探知用/距離方位測定用/捜索用ということになる。

## 概要
1968年、アメリカ施政権下にあった小笠原諸島の本土復帰が実現すると、周辺海域の防衛力強化が重視されるようになった。これに伴い、昭和48年度計画の輸送艦のために10目標までの衝突予防表示機能 (ARPA) を備えたレーダとして開発されたのがOPS-18であった。
OPS-18を元にした護衛艦用のレーダーとして開発されたのがOPS-18-1であった。これは艦の運用を考慮したシステムスタディの結果、衝突予防機能を削除し、送信系を2系列としているほか、最小感度も向上させている。護衛艦のほかにも、砕氷艦や海洋観測艦、補給艦、訓練支援艦などにも順次に装備された。
一方、OPS-18-1を元にしたミサイル艇用のレーダーとして開発されたのがOPS-18-2であった。これはアンテナ部をスロットアレイ型に変更し、400ヘルツ電源を採用するなどして軽量化したもので、1号型ミサイル艇（02PG）より装備化された。
1992年頃になると、OPS-18シリーズは設計から約25年を経過して部品の入手が困難になったため、OPS-18-1の仕様をベースとして、OPS-18-2で培った最新技術を取り入れて設計を改訂して開発されたのがOPS-18-3であった。これは部品のモジュール化による制御系のコンピュータ化、信号のデジタル処理化、空中線（スロットアレイ型）回転制御等の性能向上を図ったものであった。平成8年（1996年）度に装備化されたのち、OPS-16DやOPS-18-1の換装用のほか、はやぶさ型ミサイル艇（11PG）や「しらせ」（17AGB）など新造艦にも搭載されている。

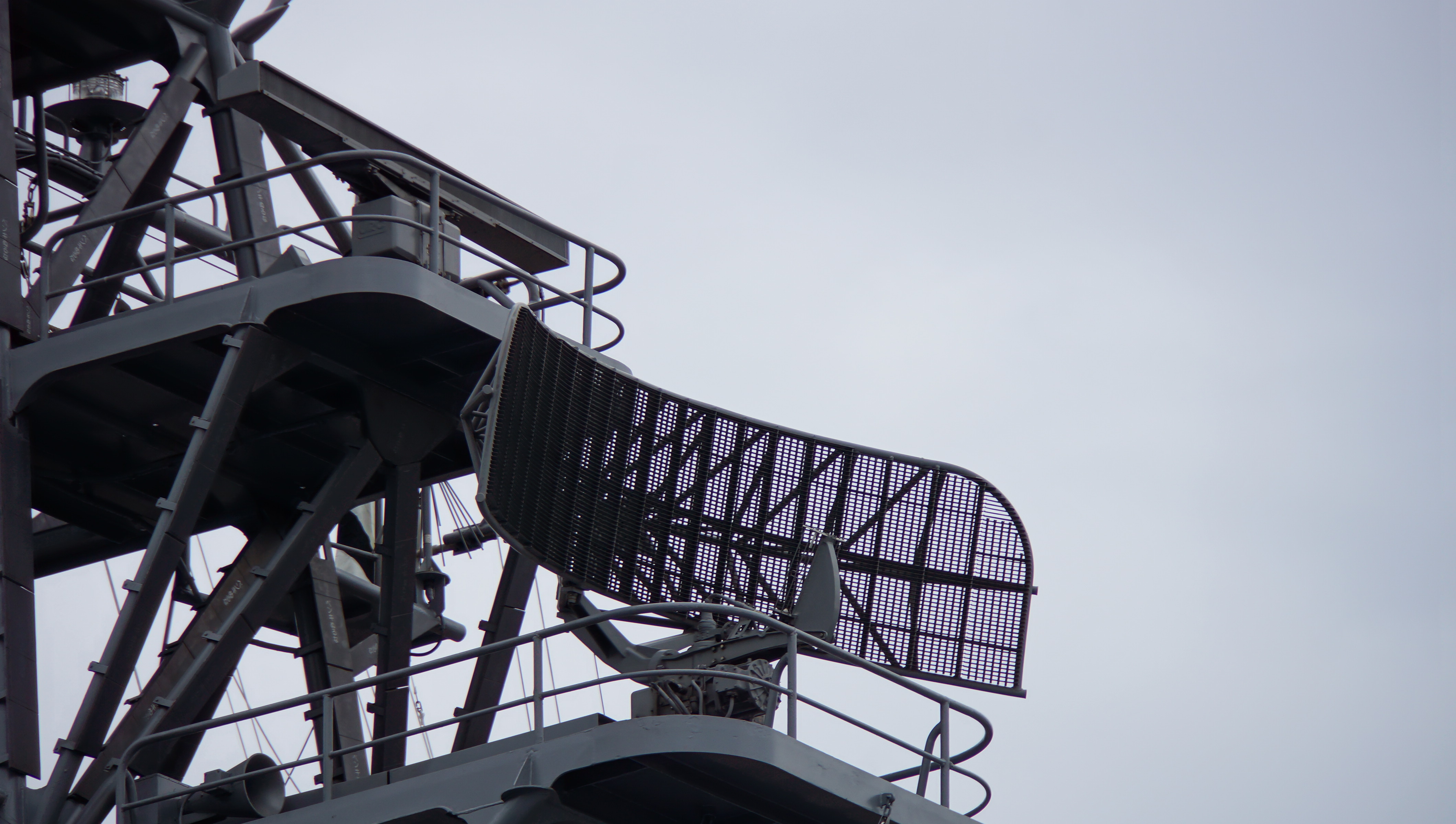
OPS-18-1（下段; 「はりま」搭載機）
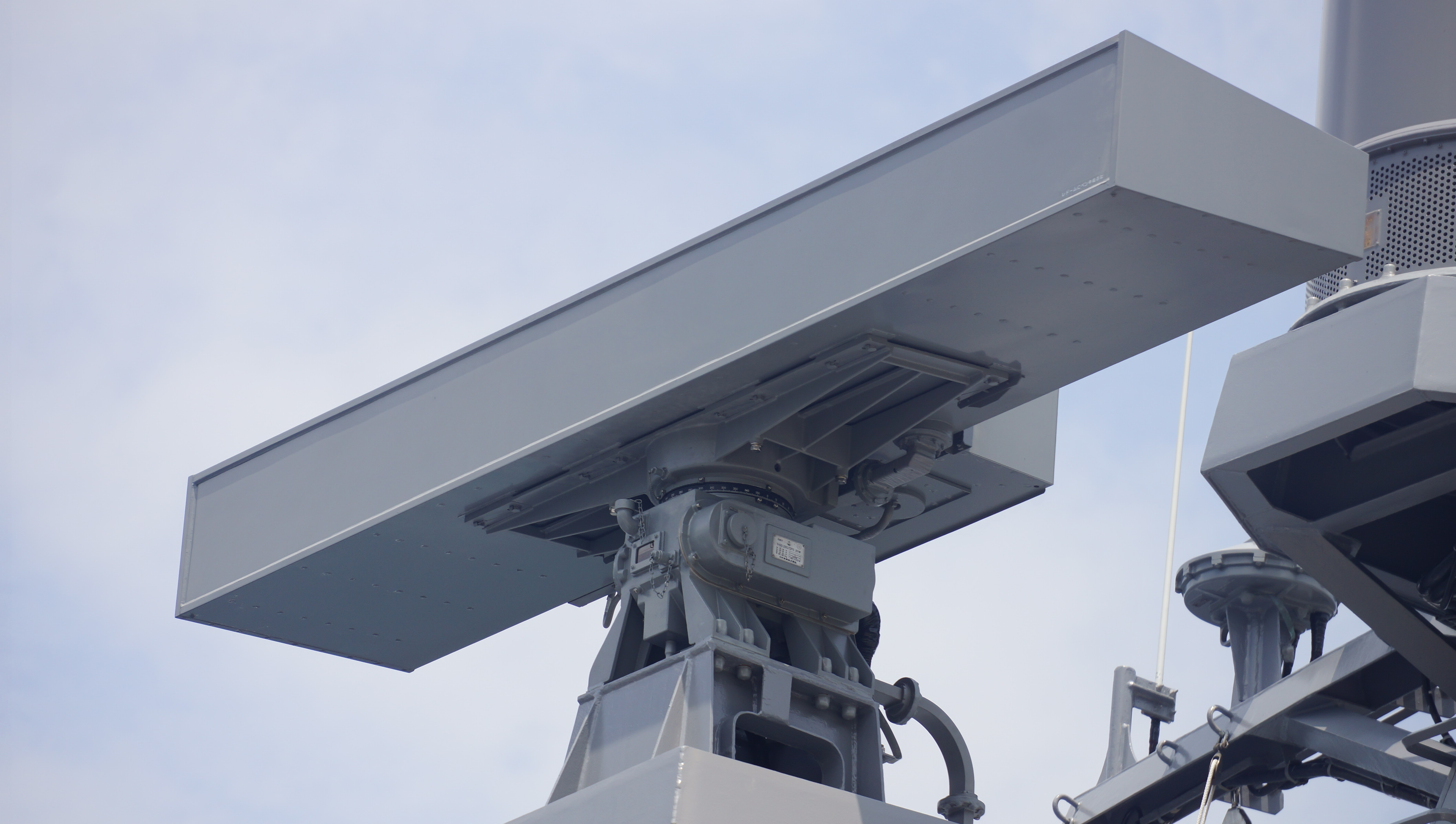
OPS-18-3（「はやぶさ」搭載機）

## 搭載艦艇
- 警備艦
  - 「あさかぜ」（48DDG）
  - はつゆき型護衛艦（52-57DD）
  - 1号型ミサイル艇（02/04PG）
  - はやぶさ型ミサイル艇（11PG）
  - みうら型輸送艦（47-49LST）
  - うらが型掃海母艦（06MST）
- 補助艦
  - とわだ型補給艦（59AOE）
  - ふたみ型海洋観測艦（51/58AGS）
  - 訓練支援艦「くろべ」（61ATS）
  - 訓練支援艦「てんりゅう」（09ATS）
  - ひびき型音響測定艦（01AOS）
  - 練習艦「かしま」（04TV）
  - 試験艦「あすか」（04ASE）